# Tamás Priskin
Tamás Priskin (Komárno, Eslovaquia, 27 de septiembre de 1986) es un futbolista nacionalizado húngaro. Juega de delantero y su equipo es el F. C. Göstling/Ybbs de Austria.

## Selección nacional
Debutó el 17 de agosto de 2005 con la selección de fútbol de Hungría en un partido contra la selección de fútbol de Argentina que terminó en derrota por 2 a 1, tiene un total de 63 partidos internacionales y anotando 17 goles en ellos.

## Clubes
| Club                               | País       | Año       |
| ---------------------------------- | ---------- | --------- |
| Győri ETO F. C.                    | Hungría    | 2003-2006 |
| Watford F. C.                      | Inglaterra | 2006-2009 |
| Preston North End F. C. (cedido)   | Inglaterra | 2008      |
| Ipswich Town F. C.                 | Inglaterra | 2009-2011 |
| Queens Park Rangers F. C. (cedido) | Inglaterra | 2010      |
| Swansea City A. F. C. (cedido)     | Gales      | 2011      |
| Derby County F. C. (cedido)        | Inglaterra | 2011      |
| Alania Vladikavkaz                 | Rusia      | 2012-2014 |
| Austria Viena                      | Austria    | 2014      |
| Maccabi Haifa (cedido)             | Israel     | 2014      |
| Győri ETO F. C.                    | Hungría    | 2014-2015 |
| Š. K. Slovan Bratislava            | Eslovaquia | 2015-2017 |
| Ferencvárosi TC                    | Hungría    | 2017-2020 |
| Szombathelyi Haladás (cedido)      | Hungría    | 2018-2019 |
| Győri ETO F. C.                    | Hungría    | 2020-2023 |
| F. C. Göstling/Ybbs                | Austria    | 2023-     |